# Erreichbarkeit (Verkehr)
Erreichbarkeit bezeichnet im Kontext der Raum- und Verkehrswissenschaften ein Maß für die Einfachheit von einem bestimmten Standort aus mit anderen, im Raum verteilten Standorten in Interaktion zu treten.

## Definition und Erläuterung
Eine verbreitete Begriffsdefinition von Erreichbarkeit beschreibt sie als das Potenzial für Gelegenheiten zur Interaktion. Ein Ort, an den man von möglichst vielen, relevanten anderen Orten mit möglichst geringem Aufwand (in erster Linie Reisezeit, aber z. B. auch Kosten oder Komfort) physisch – nach erweiterter Begriffsdefinition auch virtuell – gelangen kann, verfügt über eine hohe Erreichbarkeit. Der Begriff hat eine doppelte Bedeutung in dem Sinne, dass auch die umgekehrte Reisebeziehung gemeint ist: Ein Ort, von dem aus man an viele andere Orte gelangen kann, ist erreichbar. Häufig wird Erreichbarkeit in Bezug auf eine Zielgröße definiert, z. B. Erreichbarkeit von anderen Personen, Arbeitsplätzen, Einkaufsmöglichkeiten etc. Darüber hinaus kann sich Erreichbarkeit je nach der (Kombination von) betrachteten Verkehrsarten (Zu Fuß, Fahrrad, PKW, Öffentliche Verkehrsmittel …) stark unterscheiden. Neben dieser standortbezogenen Definition kann Erreichbarkeit im Rahmen zeitgeografischer Modelle auch personenbezogen definiert werden. In diesem Fall verfügen Personen im Tagesverlauf z. B. über eine unterschiedlich hohe Erreichbarkeit, basierend auf ihren Aufenthaltsorten. Erreichbarkeit kann auch personenbezogen unterschiedlich ausfallen, wenn persönliche Eigenschaften berücksichtigt werden, beispielsweise die Verfügbarkeit eines Autos oder körperliche Fitness beim Radfahren.
Erreichbarkeit nimmt – anders als Mobilität – nicht nur die Fähigkeit zur Ortsveränderung, sondern auch die Ziele von Wegen und ihre räumliche Verteilung in Betracht, stellt also auf die tatsächliche Fähigkeit zur Befriedigung von Bedürfnissen ab. Die Erreichbarkeit eines Ortes kann also z. B. nicht nur durch die Verbesserung von Verkehrsinfrastruktur, sondern auch durch die bessere Ausstattung eines Raumes mit der jeweils betrachteten Zielgröße (z. B. Supermärkte) erreicht werden.

## Verwendung in der räumlichen Planung
Erreichbarkeit stellt eine wichtige Größe in der räumlichen Planung (Raumordnung, Bauleitplanung) dar. Die Erreichbarkeit wichtiger öffentlicher Einrichtungen (z. B. Krankenhäuser) und Dienstleistungen (Einkaufsmöglichkeiten) sind bedeutende Bestandteile der Daseinsvorsorge. Gleichzeitig erhöht Erreichbarkeit in der Regel soziale Teilhabechancen. Erreichbarkeit ist somit ein wichtiges Planungsziel.
Gleichzeitig stellt Erreichbarkeit eine der wichtigsten Bestimmungsgrößen der Nachfrage nach Wohnstandorten dar. Je erreichbarer ein Ort ist, desto nachgefragter ist er als Wohnort, und desto höher dementsprechend der Kauf- oder Mietpreis einer dortigen Immobilie. Erreichbarkeitsveränderungen ziehen daher häufig Effekte auf dem Bodenmarkt und in der Erschließung von neuen Siedlungsgebieten nach sich. In der Folge ist Erreichbarkeit eine wichtige Größe in wissenschaftlichen Modellen der Bodennutzungs- und Verkehrsentwicklung („LUTI – Land Use-Transport Interaction Models“).
Durch diese Bezüge sowohl zur Verkehrsinfrastruktur als auch zur Raumstruktur steht Erreichbarkeit somit im Mittelpunkt integrierter Raum- und Verkehrsplanung. Eine solche Planung, die besonders die Erreichbarkeitsverhältnisse in den Blick nimmt, wird auch Erreichbarkeitsplanung genannt. Sie stellt eine erhebliche Weiterentwicklung gegenüber klassischer Raum- und Verkehrsplanung dar, die eher nachfrageorientiert und reaktiv ausgerichtet war. Erreichbarkeitsplanung ist hingegen möglichkeits- und angebotsorientiert sowie verkehrsträgerübergreifend.

## Indikatoren
Es existiert eine große Bandbreite an Erreichbarkeitsindikatoren und Versuchen der Operationalisierung von Erreichbarkeit.
Eine übergeordnete mathematische Definition von Erreichbarkeit {\displaystyle A} lautet:
{\displaystyle A_{i}=\sum _{j}{W_{j}}\times f\left({c_{ij}}\right)}
wobei:
- {\displaystyle i} = Index der Ausgangsorte,
- {\displaystyle j} = Index der Ziele,
- {\displaystyle W_{j}} = Gewichtungen der Ziele, z. B. die Anzahl von Arbeitsplätzen in einer Gitterzelle eines Verkehrsmodells,
- {\displaystyle c_{ij}} = Reiseaufwand von {\displaystyle i} nach {\displaystyle j} und
- {\displaystyle f\left({c_{ij}}\right)} = eine Widerstandsfunktion, welche auf den Reiseaufwand angewandt wird, darstellt.

Der Reiseaufwand ({\displaystyle c_{ij}} in der Gleichung) kann auf verschiedene Art definiert werden, z. B. mittels
- Euklidischer Distanz
- Netzwerkdistanz
- Reisezeit
- (Subjektiv empfundenem) Komfort
- Monetärer Kosten, auch unter Zugrundelegung externer Kosten (z. B. Umweltkosten)[4]

oder einer Kombination dieser und weiterer Metriken.
Die Widerstandsfunktion ({\displaystyle f\left({c_{ij}}\right)} in der Gleichung) wird ebenfalls unterschiedlich gewählt:
- als einfache Abschneidegrenze etwa nach einer bestimmten Wegstrecke oder Reisezeit (z. B. Erreichbarkeit von Schulen im Umkreis von 5 km / erreichbar innerhalb von 15 Minuten) (siehe auch Isochrone)
- als mathematische Funktion, die Ziele schwächer gewichtet je weiter sie entfernt liegen, z. B. Exponentialfunktion.

In manchen Fällen wird auch ganz auf sie verzichtet.